# 暁のARIA
『暁のARIA』（あかつきのアリア）は、赤石路代による日本の漫画。『月刊フラワーズ』（小学館）にて2006年6月号から2012年3月号まで連載された。単行本は全14巻。

## あらすじ
時は大正。東京音楽学校の予科に合格した海原ありあは、いつか海を渡って、世界的なピアニストになるという目標に向かって道を歩む。
ありあは貿易商の父と新橋で芸者をしていた母の間に生まれ、母は妾だった。予科の合格が決まった日、父主催のパーティーで、本家の兄・夏王と同い年の妹・亜耶子を紹介される。
学校で亜耶子から低レベルないじめを受けながらも、ありあの情熱的なピアノの才能は聴く者、皆を惹きつけた。
教師の一人・白雪にもその才能を認められ、ありあは既婚者である白雪に仄かな恋心を抱き始める。やがて、その想いは通じたかに思えたが、白雪は結核で亡くなってしまう。更に、ありあは昔の傷が原因で左手を故障し、ピアノを弾くことさえままならなくなり嘆く。そんな中、兄・夏王や笙子に支えられ、声楽への転向を志す。

## 登場人物

### 主人公
海原 ありあ（かいばら ありあ）
天性のピアノの才能を持つ美少女。歌も格別に上手い。幼い頃誘拐された時のトラウマで雷雨が苦手。また、当時の古傷が原因で左手に痺れが出始め、ピアニストへの道を断念し、声楽へ転向する。
既婚者である白雪に恋心を抱き、事実上両想いになる。白雪の死後は、兄である夏王に想いを寄せる。
新橋の芸者だった母と西御門の父の間に生まれたと聞かされてきたが、実父はイギリス人。

### 西御門家
西御門 夏王（にしみかど なつお）
西御門家の長男。幼い頃、ありあと妹と知らずに出会っている。その時、ありあを天使のようだと思った。
ピアノを弾けなくなったありあを支える。ありあに恋心を抱いていたが、妹だからと諦めようとしていた。王介から死の直前、ありあが妹ではないと聞かされ、ありあへの想いを確信する。
西御門 亜耶子（にしみかど あやこ）
西御門家の長女。ありあと同い年で、同じくピアノ予科に通う。白雪のことを好きになり、白雪に目をかけられているありあに嫌がらせをする。後に和解し、ありあを応援する。
西御門 王介（にしみかど おうすけ）
夏王と亜耶子の父親。ありあの義父。貿易会社を営む。
イギリス人と恋に落ち、彼の帰国後、一人妊娠に気付き悩んでいたありあの母を妾として援助した。
西御門夫人
王介の本妻。夏王と亜耶子の母親。夫が実子でないありあを可愛がるため、ありあを嫌っている。
西御門 月王（にしみかど つきお）
夏王と亜耶子のいとこ。画家を目指しており、ありあにモデルになってほしいと頼む。フランスへ絵画の勉強をしにいく。

### 東京音楽学校
桐島 笙子（きりしま しょうこ）
本科・声楽部の生徒。ありあの1年先輩。声楽部の華で、中心的存在。
小松 早苗（こまつ さなえ）
予科の生徒。女子寮でありあと同室になる。美しく才能あるありあに憧れている。
北山 キリト（きたやま きりと）
本科・器楽部の生徒。ありあの1年先輩。個性的なピアノを弾き声楽部に移ったありあの伴奏をする。
白雪 真之介（しらゆき しんのすけ）
ありあの才能を認め、既婚者であるが、ありあの想いに心を揺さぶられる。妻の死後間もなく、自身も結核で亡くなる。
ペッツォルト
ドイツ人教師。厳しいことで有名。実在した人物。

### その他
海原みや（かいばら みや）
ありあの母。新橋で芸者をしていた頃、公演のため来日したイギリス人と恋に落ち、ありあを妊娠した。彼は公演終了後すぐに帰国してしまい、悩んでいたところ、なじみの客だった王介の援助を受ける。関東大震災で被災し亡くなる。
文（ふみ）
海原家のお手伝いさん。
三浦環（みうら たまき）
海外で活躍するオペラ歌手。ありあの才能を見抜く。
藤原義江（ふじわら よしえ）
同じく海外で活躍するオペラ歌手。ありあに渡航をうながす。

## 書誌情報
- 赤石路代 『暁のARIA』 小学館〈フラワーコミックスα〉 全14巻
  1. 2006年10月26日発売、ISBN 4-09-130698-5
  2. 2007年04月26日発売、ISBN 978-4-09-131043-9
  3. 2007年09月26日発売、ISBN 978-4-09-131208-2
  4. 2008年02月26日発売、ISBN 978-4-09-131486-4
  5. 2008年07月10日発売、ISBN 978-4-09-131808-4
  6. 2008年12月10日発売、ISBN 978-4-09-132175-6
  7. 2009年05月08日発売、ISBN 978-4-09-132517-4
  8. 2009年10月09日発売、ISBN 978-4-09-132807-6
  9. 2010年03月10日発売、ISBN 978-4-09-133020-8
  10. 2010年09月10日発売、ISBN 978-4-09-133318-6
  11. 2011年01月07日発売、ISBN 978-4-09-133648-4
  12. 2011年07月08日発売、ISBN 978-4-09-133815-0
  13. 2011年12月09日発売、ISBN 978-4-09-134116-7
  14. 2012年04月10日発売、ISBN 978-4-09-134462-5